# Golden Raspberry Awards 1984
De Golden Raspberry Awards 1984 was het vijfde evenement rondom de uitreiking van de Golden Raspberry Awards. De uitreiking werd gehouden op 24 maart 1985 in de Vine Street Elementary School in Californië voor de slechtste prestaties binnen de filmindustrie van 1984.

## Genomineerden en winnaars
| "Winnaar"* |

| Categorie | Nominaties |
| --- | ---------- |
| Slechtste film |            |
| Bolero (Cannon Films), geproduceerd door Bo Derek |            |
| Cannonball Run II (Warner Bros.), geproduceerd door Albert Ruddy                                                                                              |            |
| Rhinestone (20th Century Fox), geproduceerd door Marvin Worth en Howard Smith                                                                                 |            |
| Sheena (Columbia), geproduceerd door Paul Aratow |            |
| Where the Boys Are (TriStar Pictures), geproduceerd door Allan Carr                                                                                           |            |
| Slechtste acteur |            |
| Sylvester Stallone in Rhinestone |            |
| Burt Reynolds in Cannonball Run II en City Heat |            |
| Jerry Lewis in Slapstick (Of Another Kind) |            |
| Lorenzo Lamas in Body Rock |            |
| Peter O'Toole in Supergirl |            |
| Slechtste actrice |            |
| Bo Derek in Bolero |            |
| Brooke Shields in Sahara |            |
| Helen Slater in Supergirl |            |
| Shirley MacLaine in Cannonball Run II |            |
| Tanya Roberts in Sheena |            |
| Slechtste mannelijke bijrol |            |
| Brooke Shields als man in Sahara |            |
| George Kennedy in Bolero |            |
| Robby Benson in Harry & Son |            |
| Ron Leibman in Rhinestone |            |
| Sammy Davis jr. in Cannonball Run II |            |
| Slechtste vrouwelijke bijrol |            |
| Lynn-Holly Johnson in Where the Boys Are |            |
| Diane Lane in The Cotton Club en Streets of Fire |            |
| Marilu Henner in Cannonball Run II |            |
| Olivia D'Abo in Bolero en Conan the Destroyer |            |
| Susan Anton in Cannonball Run II |            |
| Slechtste regisseur |            |
| John Derek voor Bolero |            |
| Bob Clark voor Rhinestone |            |
| Brian De Palma voor Body Double |            |
| John Guillerman voor Sheena |            |
| Hal Needham voor Cannonball Run II |            |
| Slechtste scenario |            |
| Bolero, geschreven door John Derek |            |
| Cannonball Run II, geschreven door Harvey Miller, Hal Needham en Albert Ruddy                                                                                 |            |
| Rhinestone, geschreven door Phil Alden Robinson en Sylvester Stallone, verhaal door Phil Alden Robinson                                                       |            |
| Sheena, geschreven door David Newman en Lorenzo Semple jr., verhaal door David Newman en Leslie Stevens, gebaseerd op de strips van S.M. Eiger en Will Eisner |            |
| Where the Boys Are, geschreven door Stu Krieger en Jeff Burkhart, geïnspireerd op een boek van Glendon Swarthout                                              |            |
| Slechtste originele lied |            |
| Bolero, geschreven door John Derek |            |
| "Drinkenstein" uit Rhinestone, woorden en muziek door Dolly Parton                                                                                            |            |
| "Love Kills" uit Metropolis (Giorgio Moroder re-edit), muziek en tekst door Freddie Mercury and Giorgio Moroder                                               |            |
| "Sex Shooter" uit Purple Rain, muziek en tekst door Prince |            |
| "Smooth Talker" uit Body Rock, door David Sembello, Michael Sembello en Mark Hudson                                                                           |            |
| "Sweet Lovin' Friends" uit Rhinestone, muziek en tekst door Dolly Parton                                                                                      |            |
| Slechtste muziek |            |
| Bolero, muziek gecomponeerd door Peter Bernstein |            |
| Giorgio Moroder voor Metropolis (Moroders re-edited versie) en Thief of Hearts                                                                                |            |
| Rhinestone, originele muziek en tekst door Dolly Parton, muziek bewerkt door Mike Post                                                                        |            |
| Sheena, muziek door Richard Hartley |            |
| Where the Boys Are, originele muziek door Sylvester Levay, soundtrack geproduceerd door Dennis Pregnolato                                                     |            |
| Slechtste nieuwe ster |            |
| Olivia D'Abo in Bolero en Conan the Destroyer |            |
| Andrea Occhipinti in Bolero |            |
| Helen Slater in Supergirl |            |
| Michelle Johnson in Blame It on Rio |            |
| Russell Todd in Where the Boys Are |            |
| Worst Career Achievement Award |            |
| Linda Blair - Razzie scream queen. |            |